# Омельяненко, Александр Владимирович
Алекса́ндр Влади́мирович Омелья́ненко (род. 8 мая 1974, с. Новое Заслоново, Лепельский район, Витебская область, Белорусская ССР) — капитан (на момент присвоения звания Героя РФ) ВВС РФ, участник Второй чеченской войны, Герой Российской Федерации (2001). Штурман-оператор вертолётного звена Ми-24 55-го Севастопольского отдельного вертолётного полка 4-й армии ВВС и ПВО.

## Биография
Родился 8 мая 1974 года в селе Новое Заслоново Лепельского района Витебской области Белорусской ССР в семье офицера. Одновременно с учёбой в школе, окончил авиаклуб ДОСААФ.
В 1991 году поступил в Вооружённые Силы, в Уфимское высшее военное авиационное училище лётчиков, которое окончил в 1996 году. Служил в 55-м отдельном вертолётном полку 4-й армии ВВС и ПВО, дислоцированном в городе Кореновск Краснодарского края.
Участник второй чеченской войны, выполнил 5 командировок в Дагестан и в Чечню: с 1 по 25 сентября 1999 года, с 10 января по 20 февраля 2000 года, с 24 октября по 29 ноября 2000 года, с 13 мая по 12 июля 2001 года, с 25 мая по 25 июня 2002 года. К концу 2001 года имел боевой налёт свыше 1000 часов.
17 октября 2001 года в составе экипажа майора К. П. Кистеня в сложных метеоусловиях вылетел на поиск и уничтожение группы террористов полкового командира Гелаева в районе Марухского перевала. Группа боевиков была обнаружена в районе устья реки Маруха, огнём из пушки Омельяненко уничтожил до 10 боевиков. В ходе боя вертолет был поражён осколками разорвавшейся ракеты ПЗРК (получив повреждения несущего винта, фюзеляжа и топливной системы), сработало табло «отказ основной гидросистемы» и вертолёт практически перестал слушаться управления, и был посажен на небольшую площадку в районе водопада. Попытавшиеся прорваться к месту посадки боевики была временно отогнаны огнём бортового оружия. После недолгого осмотра на земле Кистень и Омельяненко решили попытаться вернуться на аэродром, так как боевики подошли уже близко, что было успешно осуществлено.
Указом Президента Российской Федерации от 28 ноября 2001 года за мужество и героизм, проявленные при выполнении воинского долга в Северо-Кавказском регионе, капитану Омельяненко Александру Владимировичу присвоено звание Героя Российской Федерации с вручением медали «Золотая Звезда» (№ 743).
Продолжает службу в Российской Армии. В 2002 году окончил Военно-воздушную академию имени Ю. А. Гагарина. В 2019 году проходил службу в Национальном центре управления обороной Российской Федерации.
Полковник. Награждён медалями.